# Биоремедиация
Биоремедиация — комплекс методов очистки вод, грунтов и атмосферы с использованием метаболического потенциала биологических объектов — растений, грибов, насекомых, червей и других организмов.
Агентство по охране окружающей среды США (EPA) приводит примеры использования растений для извлечения загрязнителей и микроорганизмов для детоксикации неорганических веществ. Этот метод обеспечивает устранение загрязнения на месте (in situ), в отличие от простого перемещения проблемы. Биоремедиация применима для очистки от тяжёлых металлов, металлоидов и других неорганических загрязнителей. Она считается экономически эффективной, экологичной и имеет общественную поддержку в сравнении с инженерными методами, такими как выемка грунта, сжигание, промывка и отверждение почвы. Эффективность биоремедиации зависит от множества факторов, включая физико-химические свойства почвы/воды, способность растений и микроорганизмов поглощать, накапливать, связывать, перемещать и обезвреживать загрязнители.

## История
Первые простейшие методы очистки сточных вод — поля орошения и поля фильтрации — были основаны на использовании растений.

## Принципы биоремедиации

### Использование растений
Растение воздействует на окружающую среду разными способами. Основные из них:
- ризофильтрация — корни всасывают воду и химические элементы необходимые для жизнедеятельности растений
- фитоэкстракция — накопление в организме растения опасных загрязнений (например, тяжёлых металлов)
- фитоволатилизация — испарение воды и летучих химических элементов (As, Se) листьями растений
- фитотрансформация:
  - фитостабилизация — перевод химических соединений в менее подвижную и активную форму (снижает риск распространения загрязнений)
  - фитодеградация — деградация растениями и симбиотическими микроорганизмами органической части загрязнений
- фитостимуляция — стимуляция развития симбиотических микроорганизмов, принимающих участие в процессе очистки

### Использование микроорганизмов и грибов
Возможно три основных подхода к Биоремедиации почв с помощью микроорганизмов
- биостимуляция - стимулирование развития аборигенной микрофлоры на территории, подвергшейся загрязнению.
- биодополнение - внесение в почву биопрепаратов микроорганизмов, способных к деградации загрязнителя.
- фитостимуляция - использование растений для стимуляции развития ризосферных микроорганизмов.

Главную роль в деградации загрязнений играют микроорганизмы. Растение является своего рода биофильтром, создавая для них среду обитания (обеспечение доступа кислорода, разрыхление грунта). В связи с этим процесс очистки происходит также вне периода вегетации (в нелетний период) с несколько сниженной активностью.

## Типовые цели биоремедиации

### Восстановление почв после загрязнения диоксинами
Диоксины попадают в почвы из воздуха с дождем и текучими водами. Из почвы диоксины попадают в сельскохозяйственную продукцию и воду. В организме животных они способны накапливаться. После загрязнения диоксинами применяются методы биоремедиации in situ и ex situ.

## Преимущества
- возможность произведения ремедиации in situ
- относительно низкая себестоимость проводимых работ по сравнению с традиционными очистными сооружениями
- метод безопасен для окружающей среды
- теоретическая возможность экстракции ценных веществ из зелёной массы растений (Ni, Au, Cu)
- возможность мониторинга процесса очистки
- уровень очистки не уступает традиционным методам, особенно при небольшом объеме сточных вод (например, в деревнях)

## Внешние ссылки

### На английском языке
- Bioremediation (Toxic Cleanup) News from Genome News Network (GNN)
- Bioremediation Discussion Group (BioGroup)
- Technology Focus on Bioremediation of Chlorinated Solvents Website hosted by the USEPA Technology Innovation Program
- Phytoremediation Website hosted by the Missouri Botanical Garden Архивная копия от 14 сентября 2010 на Wayback Machine
- Renovogen - Natural Bioremediation Methods for Contaminated Soil and Groundwater
- журнал International Journal of Phytoremediation